# Влад Яценко
Влад Яценко (нар. серпень 1983)  — український мільярдер, CTO і співзасновник сервісу Revolut.

## Життєпис
Народився в НДР, де служив його батько, кадровий військовий. Після розпаду СРСР сім'я переїхала в Южне під Одесою.
У 2000-му Влад вступив на факультет комп'ютерних наук в Чорноморському Національному Університеті імені Петра Могили (тоді — філія Києво-Могилянської академії) в Миколаєві. Університет закінчив 2006 року з червоним дипломом.
Був розробником у краківському офісі польської фірми Comarch, 2010‑го переїхав до Лондона працювати в банку UBS. Згодом працював у Credit Suisse.
Під час роботи в Credit Suisse він познайомився з російським фінансистом Миколою Сторонським, який в 2014 році запропонував Владиславу реалізувати ідею мультивалютної карти. Сторонський шукав не просто розробника, а співзасновника проекту, щоб закрити технічну частину роботи. Яценко прийняв пропозицію, і в 2015 році вони запустили власний проект під назвою Revolut. У квітні 2018 оцінка Revolut зросла до $1,7 млрд. У лютому 2020 року оцінка Revolut піднялася до 6 млрд дол.
2021 року статки Яценка сягнули $1,3 млрд після зміни оцінювання компанії за залучення інвестицій.
Одружений, двоє дітей.